# グリエルモ2世 (プッリャ公)
グリエルモ2世（イタリア語：Guglielmo II, 1095年 - 1127年7月28日）は、プーリア・カラブリア公（在位：1111年 - 1127年）。プーリア・カラブリア公ルッジェーロ・ボルサの息子。母はデンマーク王妃であったアデル・ド・フランドルで、グリエルモ2世はフランドル伯シャルル1世の異父弟にあたる。

## 生涯
グリエルモ2世は1111年に公位を継承し、成年に達するまで母アデルが摂政をつとめた。父と同様、グリエルモ2世もイタリアの領地を統治する能力に欠けていた。グリエルモ2世は父の従兄弟にあたるルッジェーロ2世と対立し、1121年に教皇カリストゥス2世がこの対立の仲裁に入った。グリエルモ2世とルッジェーロ2世は合意に達し、ルッジェーロはグリエルモがジョルダーノ・ディ・アリアーノの反乱の鎮圧を支援するため騎士を送り、かわりにグリエルモはシチリアとカラブリアの領地を放棄した。
1114年にグリエルモ2世はカイアッツォ伯ロベルトの娘ガイテルグリマと結婚したが、子供は得られなかった。グリエルモ2世は嗣子なく1127年7月に死去し、ルッジェーロ2世が南イタリアの領地を継承した。
現在では無能な統治者であったとされているが、同時代の人々からは尊敬され、貴族には人気があり、その武術の腕前を称賛された。